# Lee Jung-su
Lee Jung-su (hangŭl 이정수; Seul, 30 novembre 1989) è un pattinatore di short track sudcoreano, vincitore delle medaglie d'oro nei 1.000 e nei 1.500 m a Vancouver 2010.

## Carriera
Lee è nato nel 1989 come 25 ° discendente del ramo Injegong nel clan Hansan Lee . Il padre di Lee , Lee Do -won è un responsabile di reparto al giornale Kyunghyang Sinmun . I membri della famiglia di Lee sono buddisti devoti. Lee ha iniziato a pattinare come hobby nel 2002, quando era in quarta elementare presso Seongok. La scuola nel quartiere di Wolgye - dong , Nowon - gu , Seoul si trova accanto alla pista di pattinaggio presso Kwangwoon University. Con il passare del tempo, l'allenatore di Lee gli dice che può diventare un pattinatore professionista. Due anni dopo , passò dal pattinaggio di velocità pista lunga allo short track . 
D'altra parte, i genitori di Lee aveva una difficoltà finanziaria a sostenere il sogno del proprio figlio. Hanno dovuto spendere oltre 2.000.000 won (circa 1.736 dollari) al mese per le spese di lezioni di pattinaggio e per l'acquisto di lame e pattini. I genitori, versavano in una situazione economica disastrosa, ma nonostante ciò aiutarono Lee con tutte le loro forze, sostenendolo sempre in ambito sportivo. Grazie a questi sforzi, Lee è diventato un fortissimo pattinatore di Short Track, vincendo i mondiali Junior nel 2006, a Miercurea-Ciuc, arriva secondo nel 2007 e nel 2008, rispettivamente a Mladá Boleslav e Bolzano. Nella stagione 2009-2010, entra in squadra per la partecipazione alle olimpiadi di Vancouver 2010, insieme ai connazionali Lee Ho-Suk, Sung Si-Bak e Kwak Yoon-Gi, dove vince l'oro nei 1000 e 1500 m e l'argento nei 5000 m staffetta. 
Lee si è successivamente laureato nel 2010, frequentando la Dankook University. 
A causa di un infortunio, Lee non partecipa al Campionato del Mondo di Sofia 2010. Questo si è rivelato non essere vero e Lee ha ammesso che il suo allenatore lo ha costretto a non partecipare in modo che potesse dare al compagno di squadra Kwak Yoon- Gy la possibilità di vincere una medaglia. Kwak Yoon - Gy ha vinto infatti l'oro nei 1500.

## Palmarès

### Olimpiadi
- 3 medaglie:
  - 2 ori (1000 m, 1500 m a Vancouver 2010)
  - 1 argento (5000 m staffetta a Vancouver 2010)

### Mondiali
- 3 medaglie:
  - 1 oro (staffetta 5000 m a Sofia 2010);
  - 2 bronzi (staffetta 5000 m a Shanghai 2012; staffetta 5000 m a Pechino 2025);

### Mondiali a squadre
- 1 medaglia:
  - 1 oro (Heerenveen 2009)